# Bienvenido Mascaray
Bienvenido Mascaray Sin (Campo, 1937) es un maestro y abogado jubilado aragonés e investigador en lingüística e historia. Es autor de libros de relatos y poesía en su lengua materna, el aragonés ribagorzano, y ha escrito ensayos sobre el habla aragonesa de la sub-comarca natural de la Tierra de Campo.
Tras trabajar de maestro dejó la profesión y estudió Derecho. Después de eso, trabajó siempre en la empresa privada en provincias como Lérida, Zaragoza, Madrid y Navarra.
Es fundador y presidente de la «Asociación de afectados por el embalse Lorenzo Pardo», y ha estado muy vinculado al activismo de esta parte media de La Ribagorza. Ha sido miembro, también, del Consello d'a Fabla Aragonesa, y ha publicado obras en aragonés ribagorzano con su editorial.
En los últimos años, ha publicado también ensayos teóricos sobre la cultura y especialmente la lingüística de los pueblos iberos prerromanos, defendiendo la tesis de su conexión con el euskera.

## Obras[2]
1. (an) Benas, trallo y hojas (1984) - Poesía en aragonés.
2. El ribagorzano desde Campo (1994) - Gramática de este dialecto aragonés.
3. El misterio de la Ribagorza (2000) - Narrativa.
4. De Ribagorza a Tartessos (2002) - Ensayo sobre lingüística.
5. Baliaride. Toponimia, lengua y cultura ibéricas en Les Illes (2004) - Ensayo en la misma tesis que el anterior.